# Pardosa kavango
Pardosa kavango là một loài nhện trong họ Lycosidae.
Loài này thuộc chi Pardosa. Pardosa kavango được Mark Alderweireldt & Rudy Jocqué miêu tả năm 1992.